# Keutschach am See
Keutschach am See est une commune autrichienne du district de Klagenfurt-Land en Carinthie.

## Géographie

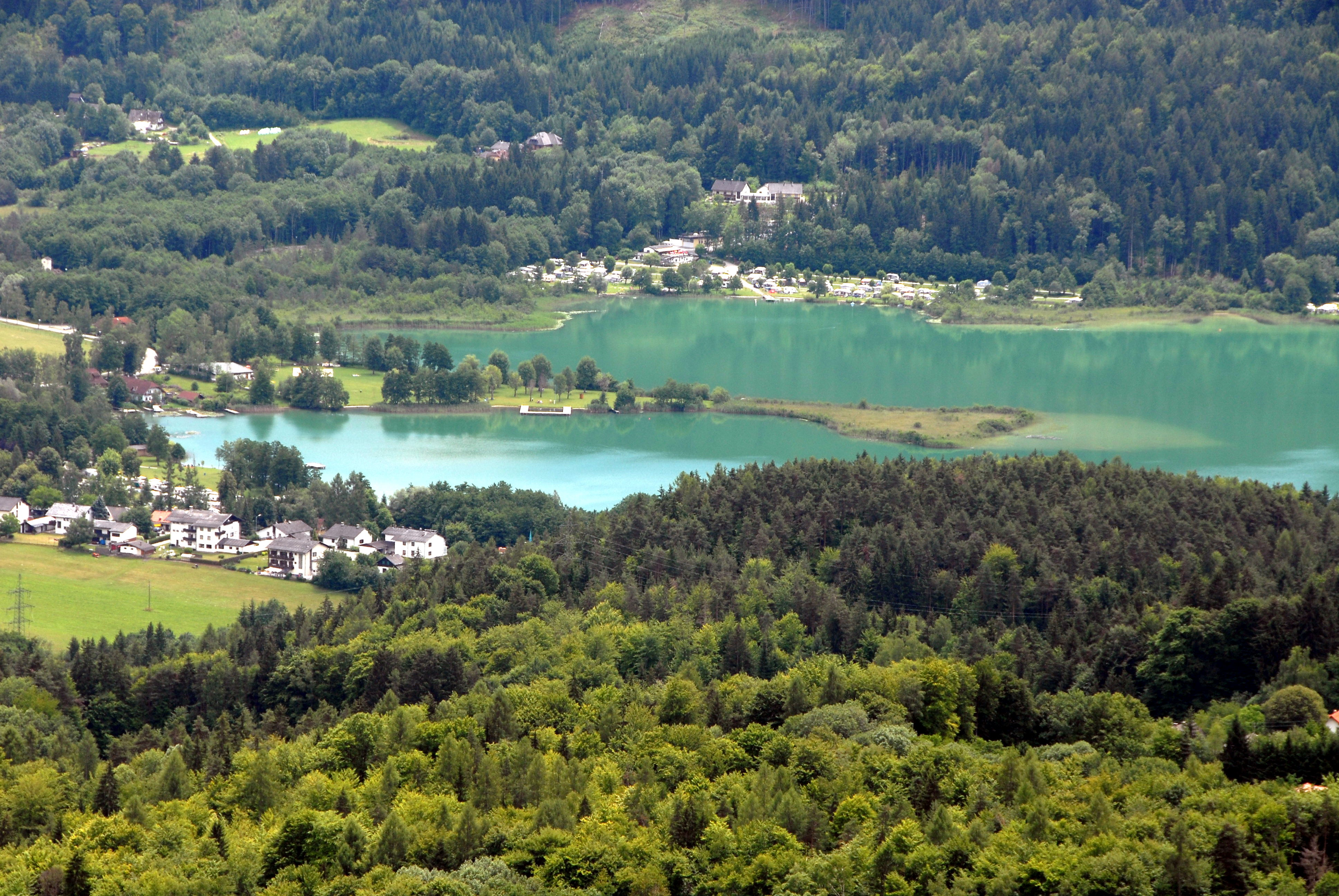
Lac de Keutschach.

La commune est située à environ 15 kilomètres à l'ouest de Klagenfurt. La rive du lac Wörthersee se trouve à quelques kilomètres au nord.

## Histoire
Le lieu est mentionné pour la première fois en 1150. La noble famille de Keutschach est connue depuis le Moyen Age tardif ; Léonard de Keutschach (v.1442-1519) fut archevêque de Salzbourg de 1495 jusqu'à sa mort. Ses neveux Siegmund et Wolfgang fit construire le château de Tanzenberg à partir de 1515. Le nouveau château de Keutschach fut construit vers 1679.

## Tourisme
Le lac de Keutschach (Keutschacher See) accueille un hôtel ainsi que trois campings et villages d'hôtellerie de plein air naturistes.

## Jumelages
La commune de Keutschach est jumelée avec :
- Medea (Italie) depuis 1992
- Šempeter-Vrtojba (Slovénie) depuis 2014